# قرايت (كسبي)
قرايت هي بلدة في مقاطعة كسبي في ولاية قشقداريا في أوزبكستان.